# Jessica Hellmann
Jessica Hellmann es una ecologista estadounidense. Es profesora y directora del Instituto de Medio Ambiente de la Universidad de Minnesota. Es reconocida como «una de las principales investigadoras de su país sobre ecología del cambio global y adaptación al clima». Hellmann fue una de los primeros en identificar que vivir con el cambio climático es «tan crucial para el futuro de la humanidad y los ecosistemas de la Tierra como reducir y detener las emisiones de gases del efecto invernadero». Su laboratorio utiliza modelos matemáticos y técnicas genómicas para identificar el impacto del cambio climático en la ecología y la evolución.

## Primeros años y educación
Hellmann es originaria de Indiana y Detroit, Míchigan, Estados Unidos.
Hellmann eligió una carrera en Ecología después de haber sido inspirada por un campo espacial, la granja de su abuelo y su padre, quien trabajó como ingeniero mecánico en General Motors. Completó una licenciatura en Ecología en la Universidad de Míchigan en 1996. Tiene un doctorado en biología de la Universidad Stanford. Su supervisor doctoral, y su modelo a seguir, fue Paul R. Ehrlich. Fue miembro postdoctoral en el Center for International Security and Cooperation, donde argumentó que el medio ambiente es una parte importante de la seguridad. En la Universidad Stanford, fue parte del programa de liderazgo de Leopold. Hellmann también trabajó como asociada postdoctoral en el Departamento de Zoología de la Universidad de British Columbia.

## Trayectoria
Hellmann se unió a la Universidad de Notre Dame en 2003, donde se desempeñó como miembro de la facultad en el Departamento de Ciencias Biológicas. Recibió una beca de la Fundación de becas nacionales Woodrow Wilson en 2006. Investigó el impacto de la pérdida de hábitat y la fragmentación en la distribución de insectos y sus plantas huésped. Se concentró en la especie de Quercus garryana y en cómo podrían propagarse en un clima futuro. Fundó el pregrado menor de Notre Dame en Sostenibilidad.
En 2011 recibió una beca de residencia del Instituto de Estudios Avanzados de la Universidad de Notre Dame. En 2012, publicó el libro Advancing Adaptation In the City of Chicago. Dictó la Conferencia del Foro Reilly 2012, «Fixing the global commons: what humans can and should do to help nature live and thrive through climate change». En 2013, Hellmann ayudó al Instituto de Adaptación Global a trasladarse a la Universidad de Notre Dame. En 2015, se convirtió en directora de investigación de la Notre Dame Global Adaptation Initiative (ND-GAIN), que calcula los riesgos climáticos y la disposición para adaptarse a los riesgos climáticos para los países de todo el mundo. Estaba preocupada por ser etiquetada como una «persona mariposa», ya que los estudiaba ampliamente como una representación de cómo el cambio climático afecta a los insectos en general. Fue descrita como una «voz influyente que rodea la adaptación al clima y el medio ambiente».
En 2015, Hellmann se unió a la Universidad de Minnesota como directora del Instituto para el Medio Ambiente, donde dictó la charla «¿Podemos salvar la biodiversidad del cambio climático?» También es la catedrática de excelencia Russell M. y Elizabeth M. Bennett en el Departamento de Ecología, Evolución y Comportamiento de la Universidad. Publicó su segundo libro, A Review Of The Landscape Conservation Cooperatives en 2016. Es copresidenta del Consejo del Agua de la Universidad de Minnesota. Colabora con Notre Dame Global Adaptation Initiative como miembro principal de la investigación y asesora a otros investigadores de la ND-GAIN. 
Ha influenciado a gobiernos y corporaciones, alentándolos a invertir de forma estratégica en la adaptación al cambio climático. En 2013 y 2014 coescribió la Evaluación Nacional del Cambio Climático. Es parte de la Junta de Directores del Instituto Great Plains, el Consejo Asesor Científico para el Centro de Política y Derecho Ambiental y el comité de gobierno del Natural Capital Planet. Ha contribuido a CNN, NPR, Fox News, The Telegraph y Chicago Tribune. En 2017 fue anunciada como miembro Leshner de la Asociación Estadounidense para el Avance de la Ciencia.
Hellman contribuye regularmente a diversas revistas científicas, entre ellas: Proceedings of the National Academy of Sciences, Frontiers in Ecology and the Environment, BioScience y PLOS ONE. Es miembro del comité editorial de la revista Evolutionary Applications y es editora asociada de Conservation Biology y Elementa. Es también miembro de los comités de la Ecological Society of America, el College Board, y de la Academia Nacional de Ciencias.